# Nuculana platessa
Nuculana platessa är en musselart. Nuculana platessa ingår i släktet Nuculana och familjen tandmusslor. Inga underarter finns listade i Catalogue of Life.